# Iglesia de San Agustín (Páoay)
La Iglesia de San Agustín de Páoay es iglesia parroquial católica en el municipio de Páoay en la provincia de Ilocos del Norte en las Filipinas. Terminada en 1710, la iglesia es famosa por su distinguida arquitectura que pone de relieve enormes contrafuertes en los lados y la parte posterior del edificio. En el año 1993, la iglesia fue designada como un patrimonio Mundial de la UNESCO, ya que es uno de los mejores ejemplos de las Iglesias barrocas de las Filipinas.
Iniciada en el año 1694 y terminada en 1710, su estilo es completamente inclasificable al respecto de los cánones arquitectónicos occidentales, ya que en ella se mezcla el barroco español con la arquitectura precolonial, adaptándose a las dificultades sísmicas del terreno, y dando lugar a un templo único que fue declarado Patrimonio de la Humanidad en 1993 por parte de la UNESCO.
Hacia finales del siglo XVII, los españoles habían aprendido, a base de errores, de la constante actividad sísmica en Filipinas, por lo que diseñaron San Agustín de Páoay con unos grandes refuerzos laterales -contrafuertes- que le otorgan la peculiar forma piramidal de la iglesia, que se mantiene prácticamente intacta desde entonces. Este peculiar estilo fue denominado por la historiadora Alicia Coseteng como "barroco colonial español anti-terremotos".

## Imágenes

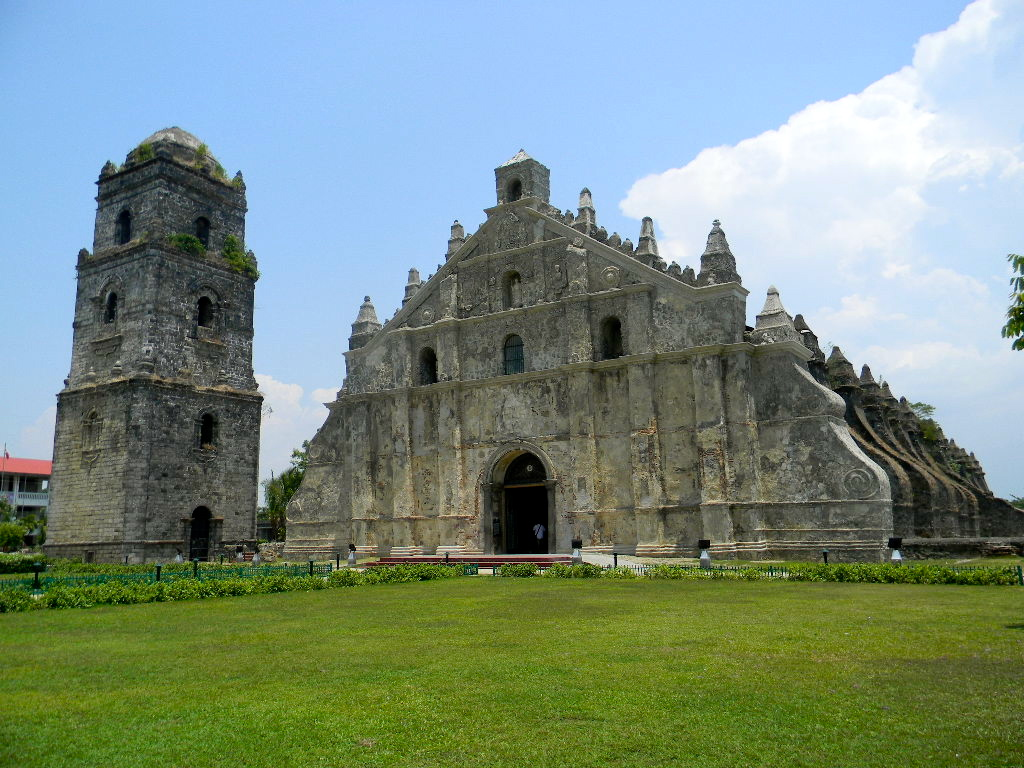
Vista general.
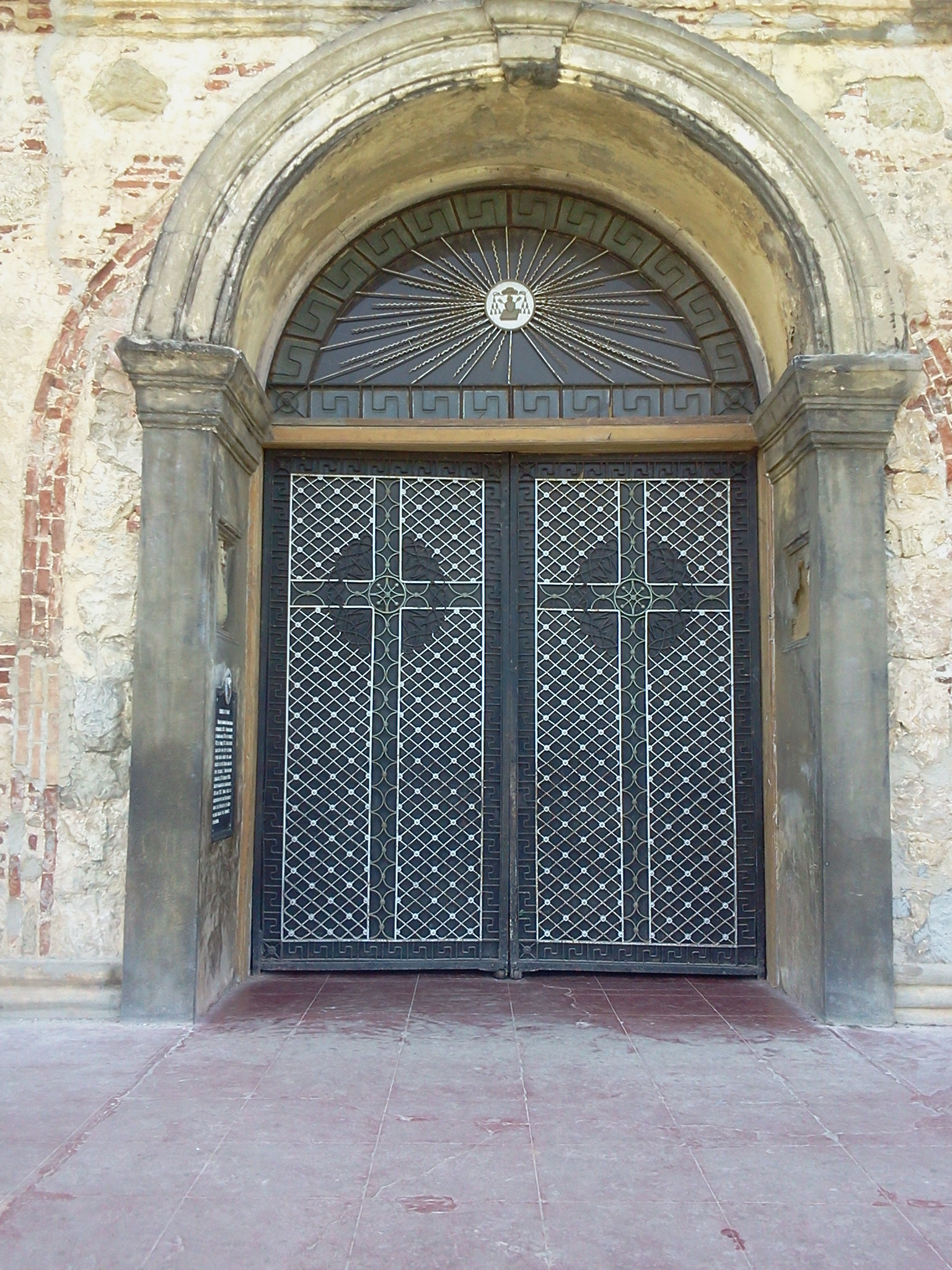
Entrada principal.
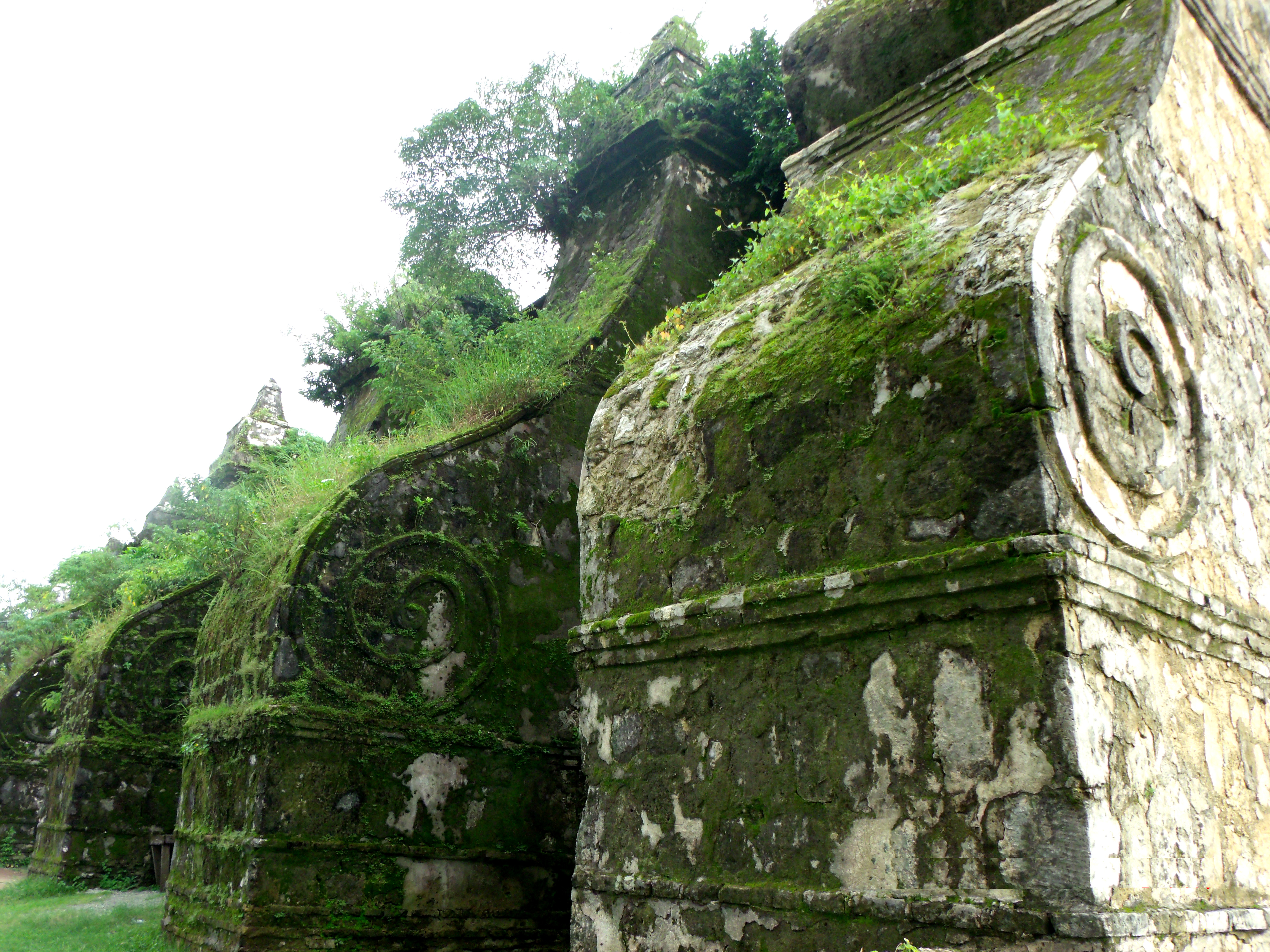
Detalle de los laterales.
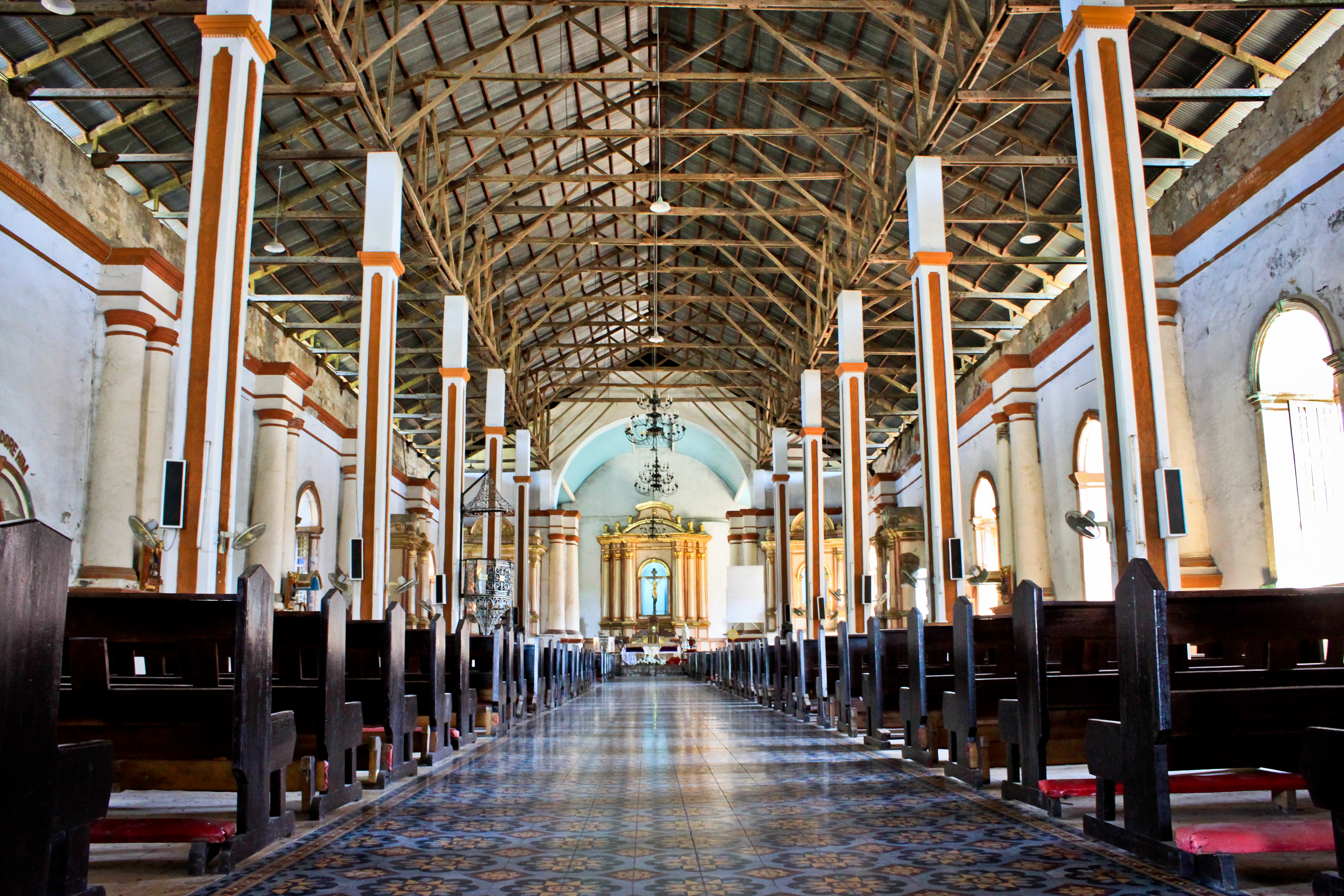
Interior.
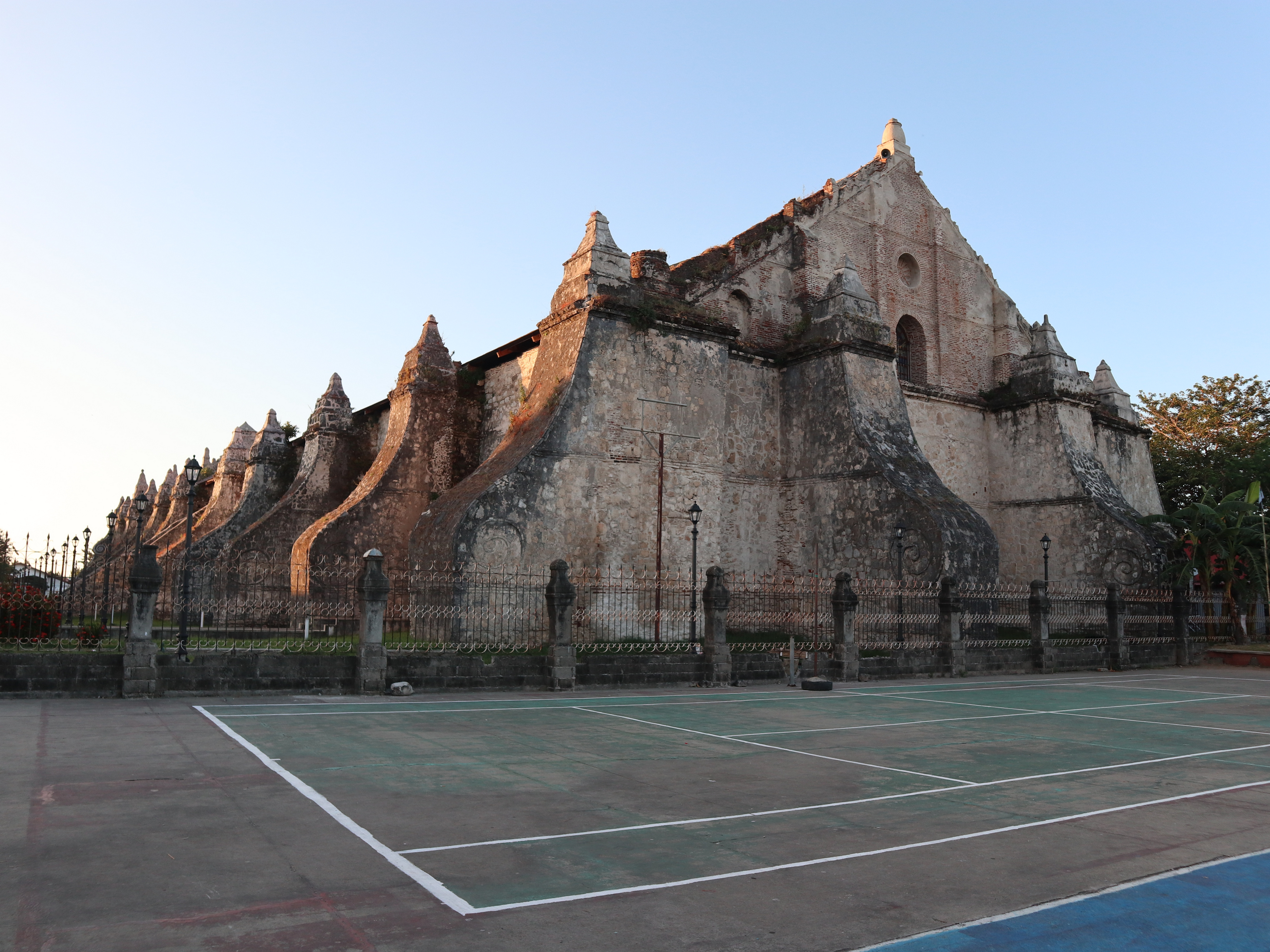
Desde la parte posterior.